# バラモン・シュウ
バラモン・シュウ（Brahman Shu、1977年7月5日 - ）は、日本のプロレスラー。本名：佐藤 秀（さとう しゅう）。
双子の兄であり、弟で同じくプロレスラーのバラモン・ケイとタッグチーム「バラモン兄弟」を結成して活動している。
みちのくプロレス限定で本名名義で活動していたが2012年1月14日の、みちのくプロレス矢巾町民総合体育館大会後より、弟のケイと共にリングネームをバラモン名義に統一された。

## 経歴
闘龍門の9期生としてメキシコへ渡る。2002年5月11日、メキシコシティのアレナ・コリセオでデビュー。デビュー時は鯱魔神参号を名乗り、鯱魔神壱号、弐号、四号（四号の正体は弟のケイ）と組み、福政淳也、大柳錦也、小川内潤、菅原拓也組と対戦した。
日本では闘龍門Xを中心に活動したが2004年9月9日、闘龍門X自主興行終了後はみちのくプロレスに主戦場を置いた。
双子の弟である佐藤恵、および石森太二と「セーラー・ボーイズ」を結成してベビーフェイスとして活動し、東北タッグ王座にも挑戦した。歌を歌いながらの入場シーンが有名であったが、気仙沼二郎に口パクで入場していたことをバラされた。「歌を歌いながらの入場は一人でいい」という理由から、2005年7月9日、青森産業会館興行で沼二郎と「歌コントラ歌」というコントラ・マッチを行ない敗れ、入場シーンからは歌が消えた。9月10日、後楽園ホールでザ・グレート・サスケを加えた「ニュー・セーラー・ボーイズ」として歌を歌いながらの入場が復活した。
レスラーのキャリアの大半が双子の兄弟でのタッグチーム活動が中心であったが、2005年7月にみちのくプロレスで行なわれたシングルレスラーのリーグ戦「鉄人」に参加し、シングルレスラーとしての頭角も現し始めている。
2005年10月、Gamma、菅原拓也と組んでヒールターンを果たした。「ザ・グレート・サスケ宇宙人説」を唱え抗争を開始。マスカラ（サスケによると面の皮）・コントラ・カベジェラマッチに敗れ、それまで伸ばしていた髪をバッサリ切られてしまった。
双子タッグでは東北タッグ王座を獲得。一度は大阪プロレスのタイガースマスク&フラッシュムーン組に東北タッグ王座の流出を許すが、すぐに取り返している。
正式所属をプロレスリングElDoradoに移すとバラモン兄弟とリングネームを改め、オカルト教団のような白装束や水晶玉を片手に未来を予言するようになる。バラモンの元ネタは宮下あきらの漫画「瑪羅門の家族」からである。
2007年以降、バラモン兄弟による自主興行「大バラモン展」では、ミミズやゴキブリなど生きた害虫などをリングでバラまく、客席に浴びさす、虫を乗せた相手への体へダイブするなど、試合会場と客席からは非難轟々となった。それから、バラモン兄弟の試合では生きた虫攻撃は欠かせぬものとなった。また2008年の「大バラモン展2」では、Speed Of Sounds（ツトム・オースギ&ヘラクレス千賀）の持つUWA世界タッグ王座に挑戦し、タイトル獲得に成功した。
ElDoradoの解散後により、フリーとなった。
2009年5月6日、KAIENTAI DOJOにてYOSHIYA&Hard core kid 狐次郎の持つWEWハードコアタッグ王座に挑戦し勝利、タイトル獲得に成功すると2010年3月、火野裕士&稲松三郎に敗れるまで2度の防衛に成功。
2010年後半からは大日本プロレスに参戦してデスマッチにも挑戦。2011年1月30日、名古屋クラブダイアモンドホール大会で045邪猿気違's（"黒天使"沼澤邪鬼&葛西純）の持つBJW認定タッグ王座に、「蛍光灯&ラダー&凶器持ち込みデスマッチ」で挑戦し勝利して同タイトルを獲得するが、2月12日後楽園ホール大会で同じ形式のリマッチに敗れ、初防衛に失敗。6月27日後楽園と7月31日名古屋でも045邪猿気違'sからタイトルを奪ったヤンキー二丁拳銃（宮本裕向&木高イサミ）に二度連続して挑戦し二度とも敗退（このうち、6月の後楽園は30分タイムアップドロー）。
2011年12月11日、宇宙大戦争ファイナルでザ・グレート・サスケ&大仁田厚組（パートナーは佐藤恵）に敗退、敗者ルールにより岩手県内の大会から追放（出場禁止）になるが、翌2012年1月15日矢巾大会の全試合終了後に登場し、拳王が結成した「阿修羅」へバラモン兄弟として合流した。
4月28日の大日本後楽園大会にて、5月5日横浜文化体育館大会で予定されていたアジアタッグ選手権試合（当初は（王者）関本大介・岡林裕二 vs （挑戦者）045邪猿気違'sが予定されていた）が葛西純の負傷欠場で邪猿気違'sのエントリーが取り消され宙に浮いたのを見かね、大日本会長グレート小鹿に王座挑戦を要求。ベルト管理団体の全日本プロレスと大日本との交渉の末当日中に受理され、横浜文体での挑戦を実現させたが試合には敗れた。
2014年5月5日、みちのくプロレス矢巾町民総合体育館大会で、卍丸と東北ジュニアヘビー級王座決定トーナメント決勝戦を戦い、勝利したため、18代王者となった。
2021年1月、頸椎損傷から長期欠場を発表。定期参戦していた団体はケイのみが継続していく、時々セコンドにも現れる。

## 得意技
地獄のカルマ落とし
アンプリティアと同型。
ナチスゾンビ
技名は映画「ナチス・ゾンビ 吸血機甲師団」が由来。
ゾンビキング
クレイドルショックと同型。技名は映画「ゾンビキング」が由来。
キャタピラー
技名は映画「キャタピラー」が由来。
足まがり
ゾディアック
バズソーキックと同型。仰向けになった相手の上半身を起こして相手の左側頭部を振り抜いた右足の甲で蹴り飛ばす。
修羅の花
スクリューキックと同型。左足を軸にして体を左方向へと180度回転して相手に背中を向けた状態になったところで軸足を右足に切り替えて左足を振り上げながら体を左方向へとさらに捻ってジャンプして空中で振り抜いた右足の甲で相手の左側頭部を蹴り飛ばす。
トラースキック

## 入場曲
- 私のビートルズ（常田富士男）
- バラモン兄弟のテーマ

## タイトル歴（兄弟で獲得したタイトルを除く）
みちのくプロレス
- 東北ジュニアヘビー級王座（第18代）

## 特徴
- 対戦相手のレスラーによく名前を間違えられる。
- ごくまれにルチャリブレのスタイルを見せる。

## 決め台詞
- 「お前ら、死んで地獄に落ちて今度生まれ変わったら、蛆虫になるぞー！」

## バラモン・ケイとの見分け方

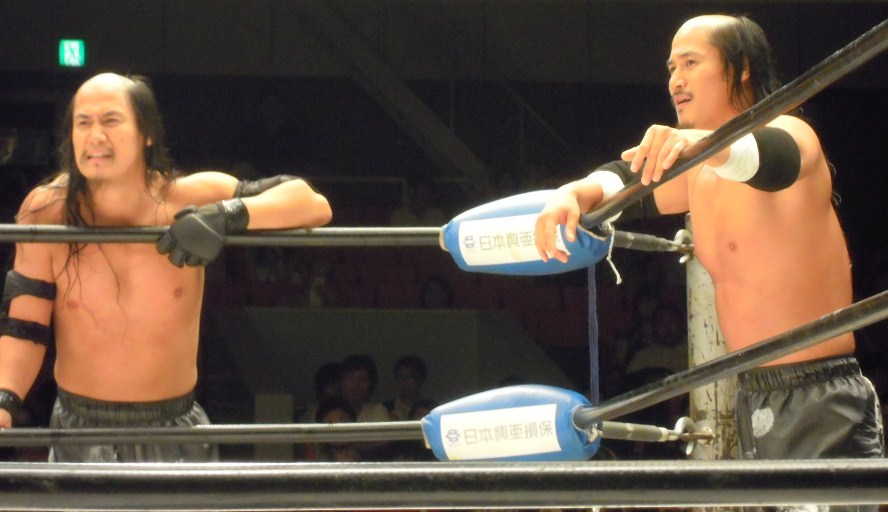
バラモン兄弟（左がバラモン・ケイ、右がバラモン・シュウ）

バラモン信者とも呼ばれるファン層ともなれば、試合中であれ彼ら2人を見分けることは容易であるが、そうではないファン層にとっては、どちらがシュウでどちらがケイなのかを試合中に見分けるのは至難の業である。
タッグマッチでの出場機会が多く、基本的に同じコスチュームと同じ髪型と双子ならではの似ている顔（良く見ればそうでもないが、遠目には見分けは難しい）であり、見分けるポイントは使用技か、わずかに違う装飾のみである。
過去から現在に至るまで、区別が付く様にケイがエルボーパットを着用するなど明確な違いを付けて来ていたが、すぐにシュウが同じ物を着けてしまい、またわからなくなることも珍しくなかった。
2011年現在では、ケイのみオープンフィンガーグローブを着用しており、シュウは素手であるため、試合中遠目に判断するにはグローブを着用している（ケイ）か否（シュウ）かが最も判断しやすい材料となっている。
東京03の豊本明長が見分け方として見つけたのが「ヒゲの短い方が秀、長いのが恵」。